# Китадзава, Цуёси
Цуёси Китадзава (яп. 北澤 豪; род. 10 августа 1968, Матида) — японский футболист, полузащитник. Выступал за национальную сборную. Обладатель Кубка Азии 1992 года. Сейчас работает на телевидении футбольным комментатором.

## Карьера

### Клубная
Когда Китадзава учился в средней школе, он играл за молодёжную команду «Ёмиури». После того, как клуб отказался принять его во взрослую команду, он стал играть за среднюю школу Shutoku. А после её окончания Цуёси Китадзава с 1987 года стал игроком клуба «Хонда». В его составе он был лучшим бомбардиром лиги в сезоне 1990/91. Здесь Китадзава играл до 1991 года, перед тем, как вернуться в «Ёмиури», который в следующем году в первом профессиональном сезоне Чемпионата Японии стал называться «Верди Кавасаки». Остальные годы своей игровой он провёл именно в этом клубе. Китадзава и его товарищи по команде Кадзуёси Миура, Руй Рамос, Нобухиро Такэда, Тецудзи Хасиратани и Бисмарк создали в начале 1990-х годов золотую эру «Верди Кавасаки», который трижды выиграл чемпионат страны (1991/92, 1993 и 1994) и трижды — Кубок Джей-лиги (1992, 1993 и 1994). Китадзава закончил карьеру в 2002 году.

### Сборная
В 1989 году Китадзава принял участие в составе сборной Японии по мини-футболу на Чемпионате мира в Нидерландах.
Цуёси Китадзава впервые сыграл за сборную Японии 2 июня 1991 года в товарищеском матче против сборной Таиланда на стадионе «Ямагата парк» под руководством тренера Кэндзо Ёкоямы. В составе национальной сборной он выиграл Кубок Азии в 1992 году. Гол в полуфинале в ворота Китая стал его первым забитым мячом за национальную команду.
Также Китадзава был в команде во время отборочного цикла к чемпионату мира 1994 года. Он сыграл два матча финальной квалификации, проходившей в Катаре, но последнюю решающую игру провел на скамейке запасных. Эта встреча закончилась неудачно — в компенсированное время иракский футболист сравнял счет, что лишило Японию права участвовать в финальном турнире Кубка мира в США. Этот матч многие болельщики помнят до сих пор как «Агония в Дохе» или «Трагедия в Дохе».
Китадзава был включен в список игроков национальной команды, приглашенных для участия на чемпионате мира 1998 года, но главный тренер Такэси Окада исключил футболиста вместе с Кадзуёси Миурой и Дайсукэ Итикавой на заключительном тренировочном сборе в Ньоне, Швейцария.
В общей сложности Китадзава сыграл пятьдесят семь матчей, в которых забил три гола.

## Достижения

### Командные
«Ёмиури/Верди Кавасаки»
- Победитель Чемпионата Японии: 1991/92, 1993, 1994
- Обладатель Кубка Императора: 1996
- Обладатель Кубка Джей-лиги: 1992, 1993, 1994

Сборная Японии
- Кубка Азии: 1992

### Личные
- Лучший бомбардир JSL D1: 1990/91
- Символическая сборная JSL: 1990/91

## Статистика

### В клубе
| Выступление за клуб | Выступление за клуб | Выступление за клуб | Лига  | Лига | Кубок            | Кубок            | Кубок Лиги      | Кубок Лиги      | Всего | Всего |
| Сезон               | Клуб                | Лига                | Матчи | Голы | Матчи            | Голы             | Матчи           | Голы            | Матчи | Голы  |
| Япония              | Япония              | Япония              | Лига  | Лига | Кубок Императора | Кубок Императора | Кубок Джей-лиги | Кубок Джей-лиги | Всего | Всего |
| ------------------- | ------------------- | ------------------- | ----- | ---- | ---------------- | ---------------- | --------------- | --------------- | ----- | ----- |
| 1987/88             | Хонда               | JSL D1              | 0     | 0    |                  |                  |                 |                 | 0     | 0     |
| 1988/89             | Хонда               | JSL D1              | 7     | 0    |                  |                  |                 |                 | 7     | 0     |
| 1989/90             | Хонда               | JSL D1              | 22    | 4    |                  |                  | 0               | 0               | 22    | 4     |
| 1990/91             | Хонда               | JSL D1              | 22    | 10   |                  |                  | 1               | 0               | 23    | 10    |
| 1991/92             | Ёмиури              | JSL D1              | 20    | 2    | 5                | 0                | 4               | 1               | 29    | 3     |
| 1992                | Верди Кавасаки      | J1                  | -     | -    | 2                | 2                | 11              | 1               | 13    | 3     |
| 1993                | Верди Кавасаки      | J1                  | 35    | 6    | 3                | 2                | 1               | 1               | 39    | 9     |
| 1994                | Верди Кавасаки      | J1                  | 40    | 9    | 2                | 1                | 3               | 1               | 45    | 11    |
| 1995                | Верди Кавасаки      | J1                  | 40    | 11   | 3                | 0                | -               | -               | 43    | 11    |
| 1996                | Верди Кавасаки      | J1                  | 28    | 4    | 5                | 2                | 15              | 5               | 48    | 11    |
| 1997                | Верди Кавасаки      | J1                  | 29    | 1    | 2                | 0                | 0               | 0               | 31    | 1     |
| 1998                | Верди Кавасаки      | J1                  | 34    | 5    | 3                | 0                | 0               | 0               | 37    | 5     |
| 1999                | Верди Кавасаки      | J1                  | 28    | 4    | 3                | 2                | 3               | 1               | 34    | 7     |
| 2000                | Верди Кавасаки      | J1                  | 4     | 0    | 0                | 0                | 1               | 0               | 5     | 0     |
| 2001                | Токио Верди         | J1                  | 23    | 0    | 0                | 0                | 0               | 0               | 23    | 0     |
| 2002                | Токио Верди         | J1                  | 4     | 1    | 0                | 0                | 2               | 0               | 6     | 1     |
| Итого               | Итого               | Итого               | 336   | 57   | 28               | 9                | 41              | 10              | 405   | 76    |

### В сборной
| Сборная Японии | Сборная Японии | Сборная Японии |
| Год            | Матчи          | Голы           |
| -------------- | -------------- | -------------- |
| 1991           | 2              | 0              |
| 1992           | 11             | 1              |
| 1993           | 4              | 0              |
| 1994           | 7              | 1              |
| 1995           | 14             | 1              |
| 1996           | 5              | 0              |
| 1997           | 11             | 0              |
| 1998           | 3              | 0              |
| 1999           | 1              | 0              |
| Всего          | 58             | 3              |